# Grand Prix de Francfort 1995
La 34e édition du Grand Prix de Francfort a lieu le 1er mai 1995. Remportée par l'Italien Francesco Frattini, de l'équipe Gewiss-Ballan, elle est la sixième épreuve de la Coupe du monde.

## Classement final
| Pos. | Cycliste           | Équipe          | Temps          |
| ---- | ------------------ | --------------- | -------------- |
| 1    | Francesco Frattini | Gewiss-Ballan   | 6 h 25 min 5 s |
| 2    | Jens Heppner       | Telekom         | m.t.           |
| 3    | Massimo Podenzana  | Brescialat-Fago | + 3 s          |
| 4    | Andrea Tafi        | Mapei-GB        | + 31 s         |
| 5    | Enrico Zaina       | Carrera-Tassoni | m.t.           |
| 6    | Bruno Cenghialta   | Gewiss-Ballan   | m.t.           |
| 7    | Maurizio Fondriest | Lampre-Panaria  | + 54 s         |
| 8    | Johan Museeuw      | Mapei-GB        | m.t.           |
| 9    | Stefano Zanini     | Gewiss-Ballan   | m.t.           |
| 10   | Beat Zberg         | Carrera-Tassoni | m.t.           |